# Tomás Carlos Capuz

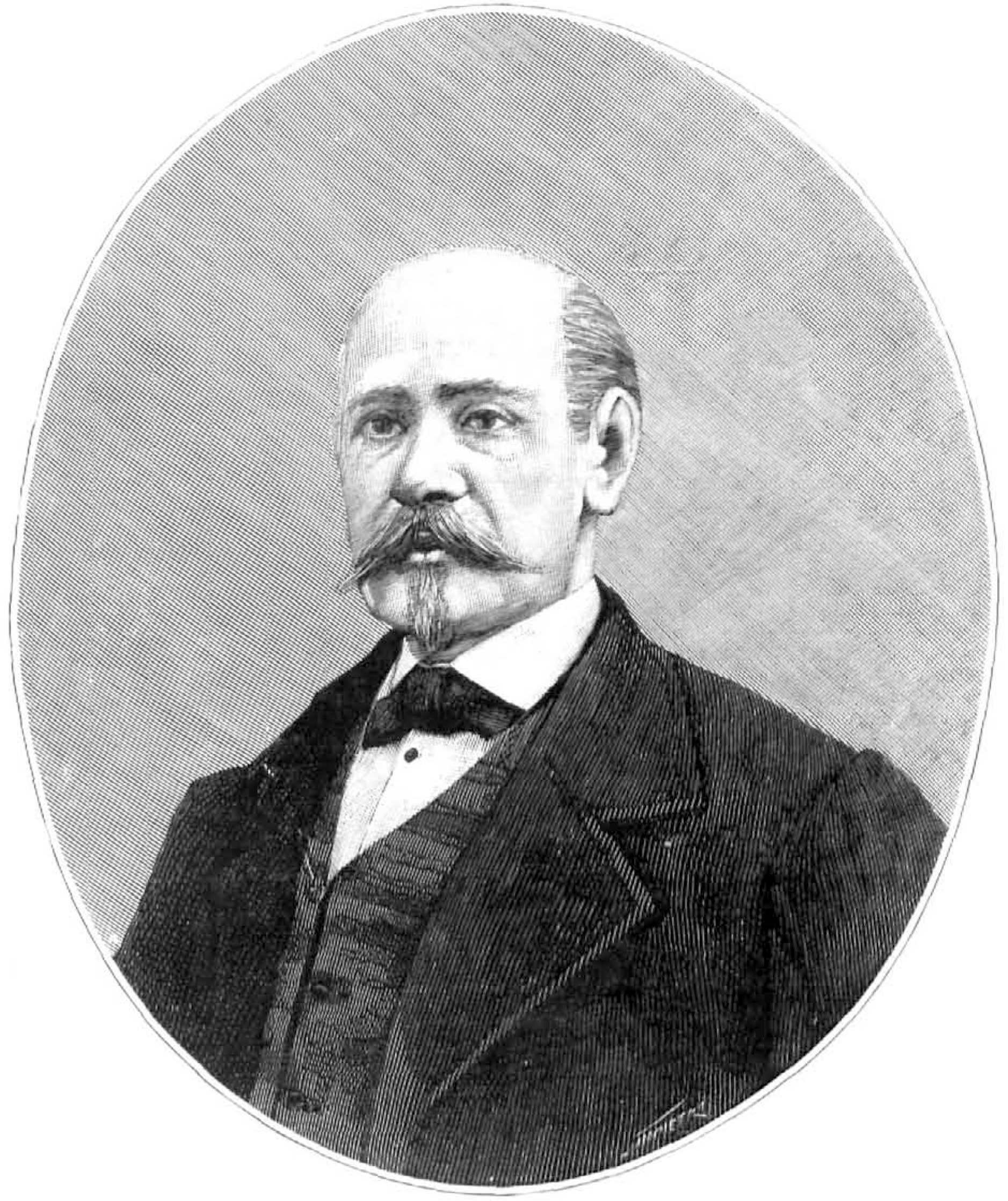
Retrato de Capuz

Tomás Carlos Capuz (Valencia, c. 1834-Madrid, 1899) fue un xilógrafo español.

## Biografía
Habría nacido en Valencia en torno a los comienzos de la década de 1830. Considerado «uno de los grandes grabadores de la época» y discípulo de la Real Academia de San Fernando, fue premiado con mención honorífica en la Exposición Nacional de 1860 y con medallas de tercera clase en las de 1858 y 1862.

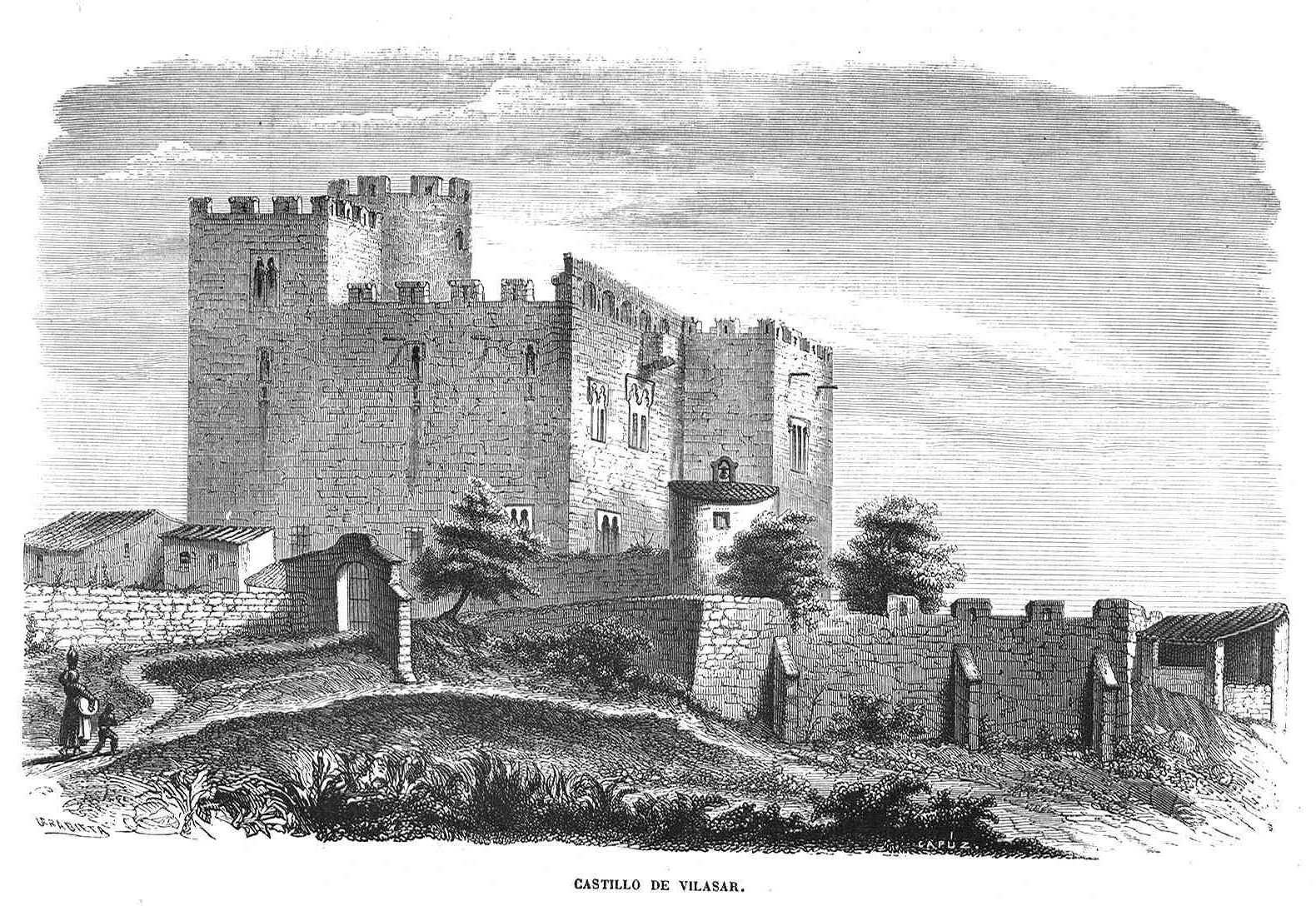
Castillo de Vilasar, en El Museo Universal, dibujo de Urrabieta, grabado de Capuz (1857).

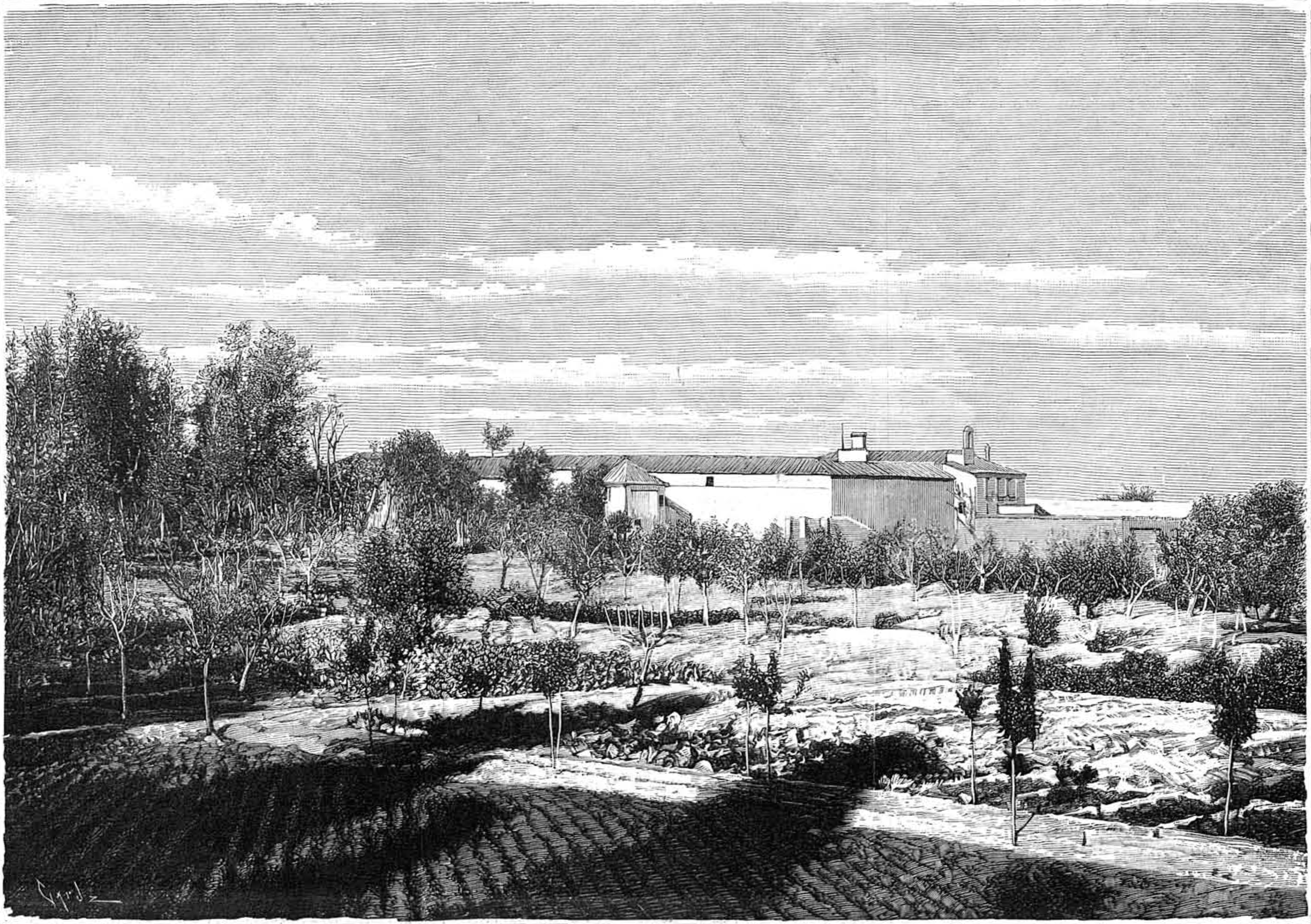
Finca El Encín (Alcalá de Henares). Grabado publicado en La Ilustración Española y Americana en 1882.

Una nota mortuoria de Manuel Ossorio y Bernard para La Correspondencia de España data su fallecimiento —ya viudo— el 21 de agosto de 1899, en el Asilo de las Hermanitas de los Pobres de Madrid, «ciego, anciano y olvidado». En palabras de Alfonso Pérez Nieva:

Carlos Capuz tuvo su época, alcanzó los buenos tiempos de las novelas por entregas, su buril grabó las damas románticas y los galanes melenudos que crearon Ortega y Trias y Pérez Escrich y que dibujaron Mugica y Ortego. Entonces debió de ganar dinero. Luego pasó el género, se bastardeó el procedimiento, cayeron los novelanes y el modernismo dio al traste con aquellas láminas ingénuas «intercaladas en el texto.» Y vino el olvido y la postergación tras de la fama.
(Pérez Nieva, 1899, p. 1)

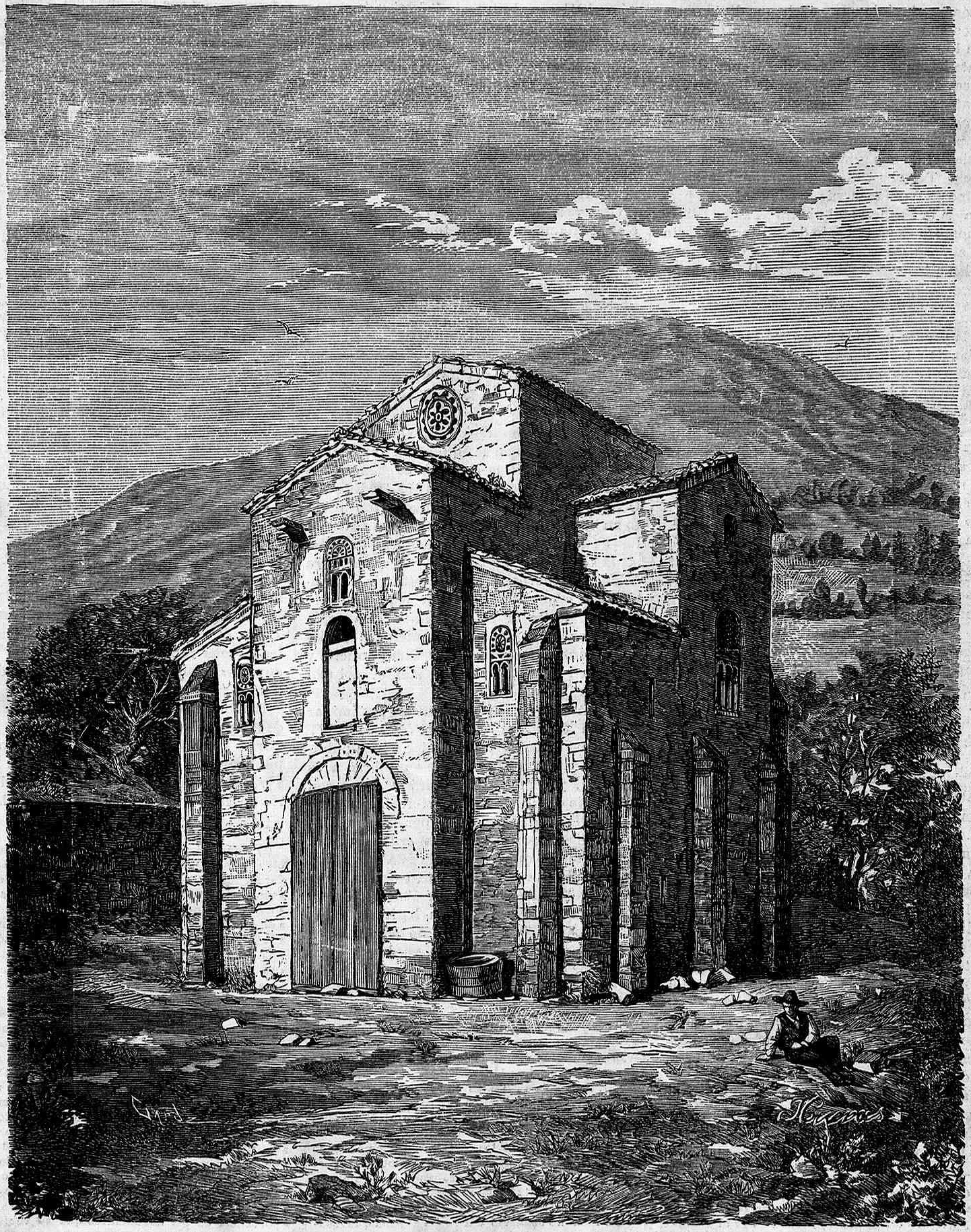
Fachada de la iglesia de San Miguel de Lillo, en La Ilustración de Galicia y Asturias, dibujo de José Fernández Cuevas, grabado de Capuz (1878).

Durante su carrera hizo grabados para publicaciones periódicas como El Museo Universal Semanario Pintoresco Español, Semanario de lo Sucesos o La Ilustración Española y Americana; u obras como Nuevo viagero universal, Historia de Inglaterra, el Diccionario geográfico-estadístico-histórico de Madoz, Crónica del viaje de SS. MM. á las provincias andaluzas, Historia del Escorial de Antonio Rotondo, El pabellón español o El año cristiano, en su edición de 1867.
También existen numerosas láminas suyas en novelas como Los celos de una reina, Los mohicanos en París, Doña Blanca de Navarra, La buena madre, El mártir del Gólgota, Garibaldi, Sal y pimienta, El duende de la corte, Las aves nocturnas, Memorias de un hechicero, El gran capitán, El cuarto mandamiento, María Magdalena, El martirio del alma, El rey del mundo, Luisa ó el ángel de redencion, La princesa de los Ursinos. El cocinero de S. M., La esclava de su deber o La envidia, entre otras muchas.